# Frontera entre Irak y Jordania
La frontera entre Jordania e Irak es la frontera política entre el reino hachemita de Jordania e Irak. Tiene una extensión de 181 kilómetros con un trazado de segmentos rectos a partir de la intersección de longitud 39° de longitud Este con 32° latitud Norte, que en el nordeste en una línea recta en el punto más cercano a la frontera entre Jordania y Siria, 33º latitud Norte. Su trazado es casi recto en su totalidad salvo por una sección cóncava llamada Winston's Hiccup. Separa la parte más oriental de la gobernación de Mafraq (Jordania) de la gobernación de Ambar (Irak).
Situado a ambos lados está el paso fronterizo de Karameh, cerca de la ciudad jordana de Ruweished, y el paso fronterizo de Trebil, que se encuentra cerca de la ciudad de Trebil o Tarbil, en Irak. La ciudad está a unos 320 kilómetros de Amán y a 575 kilómetros de Bagdad.
En 2010 cruzaron la frontera cerca de 800.000 pasajeros, y esta también sufrió cierre temporal varias veces en los últimos años debido a los dos países para condiciones políticas y de seguridad.

## Historia
Las antiguas fronteras fueron establecidas entre el mandato británico de Mesopotamia y el Emirato de Transjordania, y confirmadas después de la abolición de la monarquía en Irak durante la revolución del 14 de julio de 1958. En mitad de la década de los años 1960 ambos estados llegaron a un acuerdo sobre la demarcación de la frontera, pero no eran del todo claras. Hasta 1984 ambos estados no llegaron a un acuerdo de demarcación definitivo, con el que Jordania estableció un nuevo punto de cruce lejos de la antigua frontera, al tiempo que Irak construyó instalaciones militares en Trebil.